# 森田桐矢
森田 桐矢（もりた とうや、1997年4月19日 - ）は、日本の俳優、モデル。埼玉県出身。ボックスコーポレーション所属。

## 人物
- 身長181cm、足のサイズ28cm。血液型A型。
- 趣味は音楽鑑賞、もの作り。特技は、空手、ルービックキューブ。

## 出演

### テレビドラマ
- そこをなんとか 第2シーズン 第4話（2014年8月24日、NHK BSプレミアム）
- 松本清張 わるいやつら（2014年3月16日、BS日テレ） - 戸谷信一（青年時代） 役
- FAKE MOTION -たったひとつの願い-（2021年1月20日、日本テレビ） - 滝川勝 役

### ウェブドラマ
- ミュージカル『テニスの王子様』Dream Stream（2020年11月15日 - 21日、SUPERLIVE by OPENREC） - 千石清純 役[4]
- 仮面ライダーリバイス The Mystery 第3話・第5話（2022年2月13日・27日、TELASA） - 植島正吾 役[5]

### 映画
- フリーキッチン（2013年製作・2015年11月28日公開） - ミツオ 役
- デスブログ 劇場版（2014年5月4日、チャンス・イン） - 大志 役
- 映画 ビリギャル（2015年5月1日、東宝）

### 舞台
- 比類なき明日の君へ（2013年11月20日 - 23日、BASEMENT MONSTAR） - たかし 役[6]
- ミュージカル『テニスの王子様』3rdシーズン - 千石清純 役[7]
  - 青学vs山吹[8]
    - 東京（2015年12月24日 - 27日、TOKYO DOME CITY HALL）
    - 大阪（2015年12月30日 - 2016年1月10日、大阪メルパルクホール）
    - 愛知（2016年1月15日 - 17日、日本特殊陶業市民会館 ビレッジホール）
    - 福岡（2016年1月29日 - 31日、キャナルシティ劇場）
    - 宮城（2016年2月6日 - 7日、多賀城市民会館 大ホール）
    - 東京凱旋（2016年2月12日 - 21日、TOKYO DOME CITY HALL）

  - 青学vs氷帝[9]
    - 東京（2016年7月14日 - 24日、TOKYO DOME CITY HALL）
    - 大阪（2016年8月10日 - 21日、大阪メルパルクホール）
    - 愛知（2016年8月27日 - 28日、名古屋国際会議場 センチュリーホール）
    - 宮城（2016年9月3日 - 4日、多賀城市民会館 大ホール）
    - 福岡（2016年9月10日 - 11日、福岡サンパレス ホテル＆ホール）
    - 上海（2016年9月15日 - 17日、美琪大戯院)
    - 東京凱旋（2016年9月22日 - 25日、TOKYO DOME CITY HALL）
- おおばかもの～おおばかものだけど、わるいやつらではない～（2016年10月26日 - 30日、草月ホール） - 瀬名秀俊 役[10]
- 舞台「私のホストちゃん」 - 豪太 役[11][12]
  - REBORN[13]
    - 東京（2017年1月11日 - 22日、サンシャイン劇場）
    - 大阪（2017年1月28日 - 29日、森ノ宮ピロティホール）
    - 愛知（2017年2月1日 - 2日、東海市芸術劇場 大ホール）

  - REBORN～絶唱！大阪ミナミ編～[14]
    - 東京（2018年1月19日 - 28日、サンシャイン劇場）
    - 愛知（2018年1月31日 - 2月1日、東海市芸術劇場）
    - 広島（2018年2月6日、上野学園ホール）
    - 大阪（2018年2月10日 - 11日、サンケイホールブリーゼ）

  - THE PREMIUM[15]
    - 東京（2019年2月1日 - 2月24日、オルタナティブシアター）
    - 愛知（2019年3月2日 - 3月3日、ウインクあいち）
    - 大阪（2019年3月8日 - 3月10日、松下IMPホール）

  - THE LAST LIVE ～最後まで愛をナメんなよ!～[16]
    - 東京（2020年1月30日 - 2月2日、日本青年館大ホール）
    - 名古屋（2020年2月11日、名古屋市公会堂）
    - 大阪（2020年2月14日 - 2月16日、NHK大阪ホール）
    - 東京特別公演（2020年2月20日、チームスマイル 豊洲PIT）
- SOLID STARプロデュースvol.9「ミニチュア!! フリーペーパーのナイス街」（2017年3月8日 - 12日、六本木・俳優座劇場） - トミオ 役[17]
- ポセイドンの牙 Version蛤（2017年10月13日 - 21日、紀伊國屋ホール） - 萩原安打尊 役[18]
- PURESMILE presents　おおばかもの～みにくいアヒルのプリンシパル～（2017年11月10日、草月ホール） - 日替わりゲスト出演
- SOLID STARプロデュースvol.13「わが家の最終的解決」（2018年3月28日 - 4月1日、新宿シアターサンモール） - カール=エッフェンベルク 役[19]
- 劇団TEAM-ODAC第29回本公演　HOME～いつか帰るよ、僕だけのHOME～（2018年5月9日 - 14日、紀伊國屋ホール） - 松川陽太 役[20]
- 暁の帝～壬申の乱編～（2018年6月27日 - 7月1日、池袋シアターグリーン） - 大友皇子 役[21]
- 舞台「若様組まいる～若様とロマン～」（2018年10月6日 - 21日、三越劇場） - 加賀三太郎 役[22][23]
- ミュージカル「陰陽師」～大江山編～[24][25] - 主演・鬼切 役
  - 公開ゲネプロ（2019年5月5日、羽生市産業文化ホール）
  - 上海（2019年6月14日 - 16日、上海人民大舞台）[26]
  - 鄭州（2019年6月21日 - 23日、鄭州河南省人民会堂）[26]
  - 成都（2019年6月28日 - 30日、成都東郊記憶演芸中心）[26]
  - 重慶（2019年7月5日 - 7日、重慶大劇院）[26]
  - 長沙（2019年7月12日 - 14日、長沙梅渓湖国際文化芸術中心大劇院）[26]
  - 武漢（2019年7月19日 - 21日、湖北劇院）[26]
  - 西安（2019年7月26日 - 28日、陝西大劇院）[26]
  - 天津（2019年7月2日 - 8月4日、天津大劇院）[26]
  - 北京（2019年8月9日 - 11日、北京天橋芸術中心）[26]
  - 広州（2019年11月15日 - 17日、広州大劇院）[26]
  - 深圳（2019年11月22日 - 24日、深圳保利劇院(Shenzhen Poly Theatre)）
  - 合肥（2019年11月29日 - 12月1日、合肥大劇院）[26]
  - 杭州（2019年12月6日 - 8日、杭州大劇院）[26]
  - 上海（2019年12月13日 - 15日、上海東方芸術中心）[26]
  - 済南（2019年12月20日 - 22日、山東省会大劇院）[26]
  - 北京（2019年12月27日 - 29日、北京天橋芸術中心）[26]
  - 東京凱旋公演（2020年2月26日 - 3月1日、日本青年館ホール）[26][27]
- 舞台「FAKE MOTION -THE SUPER STAGE-」（2021年4月19日 - 5月2日、品川プリンスホテル ステラボール） - 滝川勝 役[28]
- 爆走おとな小学生「初等教育ロイヤル」（2021年7月23日 - 25日、京都劇場） - 林くん 役
- 少年社中 第38回公演「DROP」（2021年9月2日 - 12日、紀伊國屋ホール） - Team Humpty・BEADS 役[29][30]
- 舞台『魔法使いの約束』 - ラスティカ 役[31][32][33]
  - 第2章（2021年11月5日 - 21日、天王洲 銀河劇場）[31]
  - 第3章[32]
    - 東京（2022年4月29日 - 5月8日、天王洲 銀河劇場）
    - 愛知（2022年5月13日 - 15日、アイプラザ豊橋）
    - 京都（2022年5月20日 - 22日、京都劇場）

  - 祝祭シリーズ Part1（2023年2月17日 - 3月5日、天王洲 銀河劇場）[33]
  - エチュードシリーズ Part2（2024年11月30日 - 12月8日、天王洲 銀河劇場 / 12月14日 - 22日、SkyシアターMBS）[34]
  - きみに花を、空に魔法を 前編（2025年9月6日 - 23日〈予定〉、天王洲 銀河劇場 / 9月28日 - 10月5日〈予定〉、箕面市立文化芸能劇場 大ホール）[35][36]
  - きみに花を、空に魔法を 後編（2026年）[35]
- 女の友情と筋肉 THE MUSICAL - 渡辺ダイスケ 役[37]
  - 東京（2022年9月16日 - 25日、品川プリンスホテル ステラボール）
  - 大阪（2022年10月1日・2日、COOL JAPAN PARK OSAKA TTホール）
- アグレッシブ ダンス ステージ『DEAR BOYS』（2023年6月1日 - 18日、Mixalive TOKYO Theater Mixa） - 藤原拓弥 役[38]
- 舞台「わたしの幸せな結婚」－帝都陸軍オクツキ奇譚－」（2023年8月11日 - 20日、シアター1010） - 五道佳斗 役[39]
- 『Dancing☆Starプリキュア』The Stage - 月宮爽々奈 / キュアソウル 役
  - 『Dancing☆Starプリキュア』The Stage（2023年10月28日 - 11月5日、品川プリンスホテル ステラボール / 11月10日 - 12日、サンケイホールブリーゼ）[40][41][42]
  - 『Dancing☆Starプリキュア』The Stage2（2025年2月15日 - 23日、シアターH / 3月1日・2日、京都劇場）[43]
  - 『Dancing☆Starプリキュア』The Stage3（2025年12月5日 - 14日、天王洲 銀河劇場 / 12月19日 - 21日、COOL JAPAN PARK OSAKA TTホール）[44]
- 舞台「ブラッディ+メアリー」（2024年1月26日 - 2月4日、こくみん共済 coop ホール/スペース・ゼロ） - 櫻庭拓美 役[45][46]
- 赤塚不二夫生誕90周年記念公演『赤塚不二夫スクラップブック』（2025年4月15日 - 20日、CBGKシブゲキ!!）[47]

### テレビ番組
- 痛快TV スカッとジャパン（2015年1月26日、フジテレビ）

### ウェブ番組
- 恋愛ドラマな恋がしたい～Kiss On The Bed～（2020年9月26日 - 12月12日、AbemaTV）[48]

### CM
- Rocksmith 2014（2013年）
- JA共済「二人乗り」篇（2013年）
- 日本コカ・コーラ「コカ・コーラ」 スチール・WEB（2013年）

### MV
- ケラケラ「さよなら大好きだったよ」（2013年）
- UURA「ドラマチックカバー特集」高杉さと美（2013年）
- yama『真っ白』（2020年）[49]

### イベント・コンサート
- nicola 東京開放日2016（2016年3月30日、東京ファッションタウンビル ビッグサイトTFTホール）
- ミュージカル『テニスの王子様』3rdシーズン - 千石清純 役[7]
  - TEAM Live YAMABUKI[50]
    - 京都（2016年3月18日・20日、京都劇場）
    - 東京（2016年3月30日・4月1日・3日、AiiA 2.5 Theater Tokyo）

  - コンサート Dream Live 2016[51]
    - 大阪（2016年5月13日 - 15日、オリックス劇場）
    - 横浜（2016年5月20日 - 22日、パシフィコ横浜 国立大ホール）

  - コンサート Dream Live 2017（2017年5月26日 - 28日、横浜アリーナ）[52]
  - コンサート Dream Live 2018（2018年5月19日 - 20日、横浜アリーナ）[53]
  - コンサート Dream Live 2020（2020年5月22日 - 24日、大阪城ホール）（2020年5月29日 - 31日、ぴあアリーナMM）※新型コロナウィルスの影響により中止[54][55]
  - 秋の大運動会 2019（2019年10月8日 - 9日、横浜アリーナ）[56]
  - Thank-you Festival 2020（2020年2月28日、カルッツかわさき ホール）※本人として登壇[57][58]
- Freedom Event Vol.1（2016年6月12日、CBGKシブゲキ!!）
- 寺山武志単独ライブ「株式会社寺山第二回株主総会」（2018年4月21日、YMCAアジア青少年センター）
- Soymilk present's「SOY-BEANs」Phrase#9～しなけんVSおおばかもの～（2018年4月29日、SoyLatte STUDIO）

### 雑誌・電子書籍
- ニコラ（2014年8月 - 2016年4月、新潮社） - メンズモデル
- Sparkle vol.26（2016年4月30日、メディアボーイ）
- spoon.2Di Actors vol.3（2016年1月30日、KADOKAWA）
- off stage Vol.2（2017年11月7日、ソニー・ミュージックエンタテインメント）

## 作品

### イメージビデオ
- 森田桐矢 in セブ島（2019年、イーネット・フロンティア）